# New Polzeath
New Polzeath – wieś w Anglii, w Kornwalii. Leży 68 km na północny wschód od miasta Penzance i 351 km na zachód od Londynu.